# Агра-форт
Агра-форт, Красный форт (хинди आगरा का किला, урду آگرہ قلعہ‎‎ — «Лал-Кила») — крепостное сооружение в индийском городе Агра, служившее в эпоху империи Великих Моголов резиденцией правителей. Расположен над рекой Ямуна всего в 2,5 км от Тадж-Махала. Вместе с ним Красный форт в 1983 году был внесён в список всемирного наследия ЮНЕСКО. Часть территории Красного форта сегодня используется в военных целях и недоступна для посетителей.

## История
Тимурид Бабур реконструировал располагавшийся здесь дворец делийских султанов Сикандара Лоди и Ибрагима Лоди и провёл сюда т. н. Баоли (акведук). Позднее здесь нередко останавливался Хумаюн.
Строительство собственно форта началось в 1565 году по инициативе Акбара I Великого, который в 1558 году перенёс столицу из Дели в Агру. Здесь он реконструировал старый и полуразрушенный форт Бадалгар (по сведениям придворного историка Абдул-Фазала). Уже в 1571 году форт был полностью обнесён стеной из раджастанского красного песчаника. Преемники Акбара Великого, прежде всего Шах-Джахан, расширили форт в начале XVII века. В то время как при Акбаре отдавалось предпочтение красному песчанику с элементами мрамора, при Шах-Джахане в качестве строительного материала употреблялся белый мрамор с узорами из золота и драгоценных камней.
В 1648 году столица была перенесена обратно в Дели, в связи с чем Красный форт на время утратил своё значение. После захвата власти в 1658 году, Аурангзеб содержал своего отца Шах-Джахана в Красном форте под домашним арестом, где тот и умер в 1666 году.
В 1761 году джаты княжества Бхаратпур отвоевали у Моголов Агру и на 13 лет утвердились в Красном форте. Джахавир Сингх управлял Бхаратпуром из Агры, сидя прямо на чёрном мраморном троне Джахангира. Там он и был убит в 1768 году. В 1774 году Агру захватил Наджаф-хан (который к 1775 году лишил джатов почти всех их владений, оставив им лишь окрестности Бхаратпура).
В 1785 году Агру и Красный форт захватил маратхский махараджа Махаджи Шинде.
В 1803 году форт был захвачен британскими войсками. Во время восстания сипаев 1857 года форт был местом вооружённых столкновений.

## Архитектура
Весь комплекс имеет форму полумесяца и обнесён стеной, высота которой составляет 21 метр, а периметр насчитывает 2,4 км. Стена, как и большинство находящихся в Красном форте сооружений, построена из красного песчаника, который и дал форту его название. Двое главных ворот, Делийские и Лахорские ворота, образуют вход в Красный форт. Внутри находятся представительные дворцы, несколько мечетей и сады. Архитектурный стиль гармоничным образом сочетает элементы исламского и индуистского зодчества.

## В культуре
Красный форт упоминается в детективной повести Артура Конана Дойля «Знак четырёх», однако его описание довольно поверхностно и слабо соответствует действительности.